# جوایز ویدئو موسیقی ام‌تی‌وی ۲۰۱۰
جوایز موزیک ویدئوی ام‌تی‌وی ۲۰۱۰، ۲۷امین دوره این جوایز بود که در ۱۲ سپتامبر ۲۰۱۰ در لس آنجلس برگزار شد. خواننده-ترانه‌سرای آمریکایی لیدی گاگا با هشت برد بیشترین مقدار برد در این مراسم را داشت، همچنین با ۱۳ نامزدی بیشترین مقدار برد در این مراسم را داشت.